# 広島ゴルフ倶楽部
広島ゴルフ倶楽部（ひろしまゴルフくらぶ）は、広島県広島市佐伯区五日市町に広がるゴルフ場である。

## 概要
広島ゴルフ倶楽部は、1929年(昭和4年)5月、広島の賀茂郡村（現・東広島市）に、「広島ゴルフ倶楽部原村コース」またわ「八木松ゴルフリンクス」といわれた、12ホールのゴルフ場を開場している 。しかし、1942年(昭和17年)、軍が接収し閉鎖となった。終戦となり、広島大学水畜産学部（賀茂農場）の実習農場となり、会員の多くが原爆被災して再興されなかった。その後、広島カンツリー倶楽部八木松コースが、旧広島ゴルフ倶楽部原村コースを受け継ぎ開場した。当時の遺跡が、広島カンツリー倶楽部八木松コースに、広島ゴルフ倶楽部に保存され、碑文が設けられている。
広島ゴルフ倶楽部は、瀬戸内海を望む日本三景の一つ、安芸の宮島や江田島を展望できるロケーションに立地する。1952年(昭和27年）7月20日、ゴルフ場の設計を佐藤儀一に依頼、6ホールのコースが着工され、同年10月6日、6ホールのコースが完成、同年11月3日、開場した。その後、1954年(昭和29年）4月10日、増設の3ホールが完成し、計9ホールのコースとなる。1965年(昭和40年）8月、9ホール増設し18ホールのコースに拡張することが決定され、1966年(昭和41年）11月3日、18ホールの拡張工事が着工され、1968年(昭和43年）8月、増設の9ホールが完成し、18ホールのコースが開場した。コースは丘陵コースで、コース全体に距離は短いが変化に富んでおり、戦略性にとんでおり楽しめるレイアウトになっている。
広島県広島市三篠町 (現・西区三篠町) 出身のプロゴルファー・倉本昌弘は、1965年（昭和40年）、10歳の時にゴルフを始め、1969年（昭和44年）、14歳で「広島ゴルフ倶楽部鈴が峰コース」のメンバーとなる。1970年（昭和45年）、中学3年にしてクラブチャンピオンになり、1973年（昭和48年）、日本ジュニアゴルフ選手権に優勝、鈴が峰のハンディも0となった。2020年（令和2年）、広島ゴルフ倶楽部の理事長に就任した。

## 歴史
- 1952年(昭和27年）
  - 7月20日 - 起工式
  - 10月6日 - 6ホール、1,395ヤードのコース完成
  - 11月3日 - 開場
- 1953年(昭和28年）7月21日 - 社団法人認可
- 1954年(昭和29年）4月10日 - No.7、No.8、No.9の3ホールが完成、9ホールのコースとなる
- 1965年(昭和40年）8月 - 9ホールを18ホールのコースに拡張決定
- 1966年(昭和41年）11月3日 - 18ホールの拡張工事着工
- 1968年(昭和43年）8月 - 18ホール、6,715ヤードの拡張工事完成、開場
- 1975年(昭和50年）11月 - 五日市町と町有地売買契約を締結[4]

## 所在地
広島県広島市佐伯区五日市町皆賀413番地

## コース情報
- 開場日 - 1952年11月3日
- 設計者 - 佐藤 儀一
- 面積 - 590,000m2（約17.8万坪）
- コースタイプ - 丘陵コース
- コース - 18ホールズ、パー72、6,415ヤード、コースレート69.8
- グリーン - 1グリーン、コーライ
- フェアウエイ - コーライ
- ラフ - ノシバ
- ハザード -　バンカー80、池が絡むホール2
- プレースタイル - 乗用カート(5人乗り)、リモコン式、キャディ・セルフ選択可
- 練習場 - 無し
- 休場日 - 1月1日、毎週月曜日はセルフデー[5][6]

## クラブ情報
- ハウス面積 - 1,980m2（598.9坪）
- ハウス設計 - 株式会社増岡組
- ハウス施工 - 株式会社増岡組[6]

## ギャラリー
- コース - 「広島ゴルフ倶楽部」、コースガイド
- クラブハウス - 「広島ゴルフ倶楽部」、施設案内

## 交通アクセス
- 鉄道 - JR山陽本線 - 五日市駅よりタクシー利用 約5分
- 道路 - 山陽自動車道 - 五日市ICより 9km[7]

## エピソード
- 1968年(昭和43年）、18ホールが佐藤儀一の設計で完成したコースは、「アプローチとパット」の名人の設計らしく、狭くて変化に富み、アウトコースとインコースの中央に練習場があった[8]。
- 広島ゴルフ倶楽部の自慢の一つは、倉本昌弘と倉本泰信の二人の日本アマチュア・チャンピオンを出したことである[8]。

## 関連文献
- 『鈴が峰50年史』、1952-2002、広島 広島ゴルフ倶楽部、2003年1月、2020年12月21日閲覧
- 『ゴルフ場ガイド 西版』、2006-2007、「広島ゴルフ倶楽部 鈴ヶ峰ゴルフ場(広島県)」、東京 ゴルフダイジェスト社、2006年5月、2020年12月21日閲覧
- 『ゴルフ倶楽部を考える(255回)広島ゴルフ倶楽部、広島カンツリー倶楽部の創設』、井上勝純著、月刊ゴルフマネジメント、東京 一季出版、2007年7月、2020年12月21日閲覧
- 『東商信用録 中国版平成19年版』、「(社)広島ゴルフ倶楽部（広島市佐伯区）」、広島 東京商工リサーチ広島支社、2007年7月、2020年12月21日閲覧
- 『美しい日本のゴルフコース BEAUTIFUL GOLF CULTURE IN JAPAN 日本のゴルフ110年記念 ゴルフは日本の新しい伝統文化である』、ゴルフダイジェスト社「美しい日本のゴルフコース」編纂委員会編、「広島ゴルフ倶楽部　鈴ヶ峰コース」、東京 ゴルフダイジェスト社、2013年12月、2020年12月21日閲覧